# 26332 Alyssehrlich
26332 Alyssehrlich è un asteroide della fascia principale. Scoperto nel 1998, presenta un'orbita caratterizzata da un semiasse maggiore pari a 2,5686226 UA e da un'eccentricità di 0,1254489, inclinata di 4,38162° rispetto all'eclittica.